# Luit Bieringa
Luit Bieringa (10. září 1942 Groningen – 21. června 2022 Wellington) byl novozélandský umělecký historik, muzejní konzultant a dokumentarista.

## Životopis
V letech 1971 až 1979 pracoval jako ředitel v umělecké galerii Manawatu, kdy byl jmenován ředitelem Národní umělecké galerie Nového Zélandu. Tuto funkci zastával až do roku 1989. Byl specialistou na fotografii na Novém Zélandu, kterou během svého působení ve funkci propagoval výstavami v Národní umělecké galerii, prezentoval i průzkum Nového Zélandu a retrospektivy fotografie Petera Blacka, Barbary Krugerové, Cindy Shermanové a Richarda Misracha.
V roce 2006 natočil dokument o fotografce Ans Westrové.